# Римски форум
Римският форум (Forum Romanum, но римляните са го наричали по-често Forum Magnum или просто Forum) е бил центърът, около който Древният Рим се е развивал. Бил е средище на търговията, религията, съдебната система и обществения живот като цяло.

## Структури във Форума
Римският форум включва следните големи монументи, сгради и руини 5445454545454545:
- Храмове
  - Храм на Кастор и Полукс
  - Храм на Ромул
  - Храм на Сатурн
  - Храм на Веста
  - Храм на Венера и Рома
  - Храм на Антонин и Фаустина
  - Храм на Цезар
  - Храм на Веспасиан и Тит
  - Храм на Конкордия
- Базилики
  - Базилика Емилия
  - Базилика Юлия
  - Базилика на Максенций и Константин
- Арки
  - Арка на Септимий Север
  - Арка на Тит
  - Арка на Тиберий
  - Арка на Август
- Ростра, трибуната, от която политиците изнасяли речите си на римските граждани.
- Куриа, мястото на Римския сенат.
- Табулариум
- Милиариум Ауреум
- Клоака Максима

Последният монумент, построен във форума е Колона на Фока.

## Разкопки и съхраняване
Неизвестен пътешественик от 8 век разказва, че форумът вече се разпадал. През Средновековието, въпреки спомените за Forum Romanum, сградите били погребани под отломки и мястото е било известно под името Campo Vaccino или „Пасище за добитък“, разположен между Капитолия и Колизеума. Завръщането на папа Урбан V от Авиньон през 1367 г. довежда до повишен интерес към древните монументи. Художници от края на 15 век рисували останките от форума, а началните разкопки започнали в края на 18 век.
През 1803 г. Карло Феа започва да разчиства останките около Арката на Септимий Север, с което се поставя началото на разчистването на Форума, който е напълно разкрит в началото на 20 век.
В настоящето, останки от няколко века се виждат едновременно, поради римската практика да се строи върху по-ранни руини.